# Helingenova sudbina
Helingenova sudbina je epizoda Zagora objavljena u svesci #182 u izdanju Veselog četvrtka. Na kioscima u Srbiji se pojavila 13. januara 2022. Koštala je 350 dinara (2,9 €; 3,36 $). Imala je 94 strane. Sveska sadrži treći deo duže epizode, koja je počela u #180.

## Originalna epizoda
Originalna sveska pod nazivom Il destino di Hellingen objavljena je premijerno u #650 regularne edicije Zagora u izdanju Bonelija u Italiji, 3. septembra 2019. Epizodu su nacrtali Đani Sedioli i Marko Verni, a scenario napisao Moreno Buratini. Naslovnicu je nacrtao Alesandro Pičineli. Koštala je 4,4 €.

## Kratak sadržaj
Zagor, Čiko i Veribed krišom ulaze u dvorac u kome Sledbenici pokušavaju da prebace Helingena iz dimenzije tame koju kontroliše gospodar zla - Vendigo. Helingen je, međutim, uspeo da iz dimenzije tame prebaci i svog klona. Kada ga ubije, to će prebaciti Vendiga na ovaj svet u kome će se on razgraditi, nakon čega će Helingen biti aspolutni gospodar zla. Helingen ubija svog klona, nakon čega Vendigo prelazi iz dimenzije tame i kreće u konačni obračun sa Helingenom i Sledbenicima. Zagor se uključuje u ovaj sukob i pokušava da zaustavi Vendiga. Pre nego što Vendigo zadavi Zagora, počinje da se razgrađuje. Nakon Vendigove smrti, Dvorac počinje da se ruši. Helingen i nekoliko Sledbenika beže akronjanskim svemirskim brodom, ali i Zagor uspeva da se krišom uvuče u njega. U konačnom obračunu, Helingen ulazi u egzo-skelet i, pokušavajući da ubije Zagora, nehotice uništava komande letelice. Ona, međutim, već leti prema Prirodnjačkom muzeju u Filadelfiji, u čijem se podrumu nalazi baza „Drugde“. Letelica pada na muzej i uništava ga, ali „Drugde“ ostaje netaknuta. Zagor se oporavlja nakon nekoliko dana kome, nakon čega mu upravnici „Drugde“ saopštavaju da je baza sačuvana, a Helingen poginuo.
Epilog - U hodnicima baze „Drugde“ Helingen je živ i zatvoren. U posetu mu dolazi osoba po imenu Hajzenberg, koji mu saopštava da sa njim ima planove.

## Lik Hajzenberga
Oosba koja se pojavljuje na kraju epizode hronološki nije mogao da bude čuveni fizičar i nobelovac Verner Hejzenberg, jer je on rođen 1901. godine. Radnja Zagora se dešava u prvoj polovini 19. veka. Međutim, moguće je da se radi o nekon Hajzenbergovoim pretku ili rođaku.

## Veze sa prethodnim epizodama
Ova priča nastavlja se na epizode Zagora objavljene u Veselom četvrtku #133, 134, 135, 136 i 137 u kojoj je otkrivena podzemna baza Akronjana koja je stavljena pod nadzor baze „Drugde“.

## Inflacija u Srbiji i cena sveske
Veseli četvrtak je posle dužeg vremena povećao cenu pojedinačne sveske svih regularnih izdanja. Sveska Zagora (i ostalih redovnih izdanja na 98 strana) sada umesto 270 košta 350 dinara (rast od 29,6 odsto). Razlog je rastuća inflacija u Srbiji tokom 2021. godine. Godišnja inflacija izmerena u novembru 2021. iznosila je 7,5 odsto. (U periodu 2014-2020. inflacija u Srbiji kretala se oko 2 odsto na godišnjem nivou.)

## Prethodna i naredna epizoda
Prethodna sveska Zagora nosila je naslov Sledbenici (#181), a naredna Piroman (#183).